# Sing for the Moment
Sing for the Moment er den fjerde single-udgivelse fra den amerikanske rapper Eminems fjerde studiealbum The Eminem Show. Med på sangen har Eminem Aerosmith-musikerne Steven Tyler og Joe Perry. Sangen sampler Aerosmiths Dream On fra 1973.

## Baggrund
Eminem har skrevet sangen for at fortælle at han ikke skriver sit materiale til musikanmelderne, men til dem der faktisk køber hans musik fordi de kan lide det. Til de personer der føler hans musik taler til dem, på samme måde som han følte at LL Cool Js og Beastie Boys' musik gjorde til ham.

## Hitliste
| Hitliste (2003)                                  | Højeste placering |
| ------------------------------------------------ | ----------------- |
| Australien (ARIA)                                | 5                 |
| Belgien (Ultratop 50 Flanderen)                  | 6                 |
| Belgien (Ultratop 50 Vallonien)                  | 15                |
| Brasilien (ABPD)                                 | 14                |
| Canada (Canadian Hot 100)                        | 2                 |
| Danmark (Track Top-40)                           | 4                 |
| Europa (Eurochart Hot 100)                       | 2                 |
| Finland (Suomen virallinen lista)                | 5                 |
| Frankrig (SNEP)                                  | 5                 |
| Irland (IRMA)                                    | 3                 |
| Holland (Single Top 100)                         | 8                 |
| Italien (FIMI)                                   | 5                 |
| New Zealand (RIANZ)                              | 5                 |
| Norge (VG-lista)                                 | 10                |
| Portugal (IFPI)                                  | 1                 |
| Rumænien (Rumænske Top 100)                      | 11                |
| Schweiz (Schweizer Hitparade)                    | 8                 |
| Spanien (PROMUSICAE)                             | 17                |
| Storbritannien Singles (Official Charts Company) | 6                 |
| Sverige (Sverigetopplistan)                      | 11                |
| Tyskland (Official German Charts)                | 5                 |
| USA Billboard Hot 100                            | 14                |
| USA Hot Rap Songs (Billboard)                    | 18                |
| USA Mainstream Top 40 (Billboard)                | 5                 |
| Østrig (Ö3 Austria Top 40)                       | 7                 |